# Schickard (krater)
Schickard je mjesečev udarni krater oblika koji se naziva obzidana ravnica. Nalazi se u jugozapadnom sektoru Mjeseca, u blizini lunarnog limba. Kao rezultat toga, krater izgleda duguljasto. Na sjevernom rubu je pričvršćen manji krater Lehmann, a na sjeveroistoku je još manji Drebbel. Jugozapadno od Schickarda nalazi se Wargentin, lavom preplavljena visoravan.
Schickard ima istrošeni rub koji je na nekoliko mjesta prekriven manjim udarnim kraterima. Najistaknutiji od njih je nepravilni Schickard E preko jugoistočnog ruba. Pod Schickarda djelomično je preplavila lava, ostavljajući samo jugozapadni dio nepokriven i grube teksture.
Schickardov pod je označen trokutastom trakom svjetlijeg albedo materijala, ostavljajući relativno tamnije mrlje na sjeveru i jugoistoku. Ova značajka je izraženija kada je Sunce pod relativno visokim kutom. Postoji i višestruki mali udar kratera na tlo, najviše na jugozapadu.

## Satelitski krateri
Prema konvenciji, te se značajke identificiraju na lunarnim kartama postavljanjem slova na onu stranu središnje točke kratera koja je najbliža Schickardu.
| Schickard | Koordinate                        | Promjer [km] |
| --------- | --------------------------------- | ------------ |
| A         | 46°52′S 53°43′W / 46.87°S 53.71°W | 14           |
| B         | 43°44′S 52°15′W / 43.74°S 52.25°W | 14           |
| C         | 45°52′S 56°00′W / 45.86°S 56.00°W | 13           |
| D         | 45°46′S 57°43′W / 45.77°S 57.72°W | 9            |
| E         | 47°17′S 51°40′W / 47.28°S 51.67°W | 33           |
| F         | 48°00′S 53°52′W / 48.00°S 53.86°W | 14           |
| G         | 43°02′S 58°59′W / 43.04°S 58.98°W | 12           |
| H         | 43°31′S 62°20′W / 43.52°S 62.34°W | 16           |
| J         | 45°01′S 62°26′W / 45.01°S 62.44°W | 13           |
| K         | 43°52′S 63°54′W / 43.86°S 63.90°W | 14           |
| L         | 44°07′S 59°48′W / 44.12°S 59.80°W | 9            |
| M         | 44°11′S 58°59′W / 44.19°S 58.98°W | 9            |
| N         | 41°18′S 54°41′W / 41.30°S 54.69°W | 7            |
| P         | 42°55′S 48°30′W / 42.91°S 48.50°W | 94           |
| Q         | 42°44′S 53°03′W / 42.74°S 53.05°W | 6            |
| R         | 44°08′S 53°49′W / 44.13°S 53.82°W | 5            |
| S         | 46°40′S 56°48′W / 46.66°S 56.80°W | 16           |
| T         | 44°49′S 50°22′W / 44.81°S 50.37°W | 5            |
| W         | 45°07′S 58°11′W / 45.12°S 58.19°W | 8            |
| X         | 43°33′S 51°16′W / 43.55°S 51.26°W | 8            |
| Y         | 47°26′S 57°36′W / 47.44°S 57.60°W | 5            |

## Vanjske poveznice
|  | Zajednički poslužitelj ima još gradiva o temi Schickard (krater) |

- LAC-110, lunar chart from Gazetteer of Planetary Nomenclature